# Hi
Hi – dziesiąty album zespołu Texas. Został wydany 28 maja 2021. Doszedł do 3 miejsca oficjalnej listy UK Albums Chart w Wielkiej Brytanii gdzie spędził trzy tygodnie. Główny singiel z albumu „Hi” ukazał się na końcu 2020 roku. Jest on powrotem do współpracy z grupą Wu-Tang Clan po aż 23 latach. Razem uzyskali sukces w 1998 roku, gdy to Wu-Tang zremiksował hit zespołu „Say What You Want”. Kolejnym singlem z płyty jest „Mr Haze", ukłon w stronę Motown, który sampluje hit disco „Love’s Unkind” Donny Summer z 1977 r.

## Lista utworów
| Nr  | Tytuł utworu             | Autorzy                                                                   | Długość |
| --- | ------------------------ | ------------------------------------------------------------------------- | ------- |
| 1.  | „Mr Haze”                | Spiteri / McElhone / Jack McElhone / Hodgens / Summer / Moroder / Belotte | 3:39    |
| 2.  | „Hi (with Wu-Tang Clan)” | Spiteri / McElhone / Jack McElhone / Hodgens / Diggs / Coles / Campbell   | 2:51    |
| 3.  | „Just Want To Be Liked”  | Spiteri / McElhone / Jack McElhone / Bjornsson                            | 3:00    |
| 4.  | „Unbelievable”           | Spiteri / McElhone / Jack McElhone / Overton / Lamb                       | 3:31    |
| 5.  | „Moonstar”               | Spiteri / McElhone / Jack McElhone                                        | 2:57    |
| 6.  | „Dark Fire”              | Spiteri / McElhone / Hawley                                               | 2:21    |
| 7.  | „Look What You’ve Done”  | Spiteri / McElhone / Jack McElhone / Bjornsson / Hodgens                  | 3:11    |
| 8.  | „Heaven Knows”           | Spiteri / McElhone / Overton                                              | 3:43    |
| 9.  | „You Can Call Me”        | Spiteri / McElhone / Jack McElhone / Bjornsson                            | 3:10    |
| 10. | „Sound Of My Voice”      | Spiteri / McElhone / Overton                                              | 3:34    |
| 11. | „Falling”                | Spiteri / McElhone / Jack McElhone / Bjornsson                            | 3:56    |
| 12. | „Hi”                     | Spiteri / McElhone / Jack McElhone / Hodgens / Campbell                   | 2:51    |

## Lista utworów (inne wersje)

### Deluxe
| Nr  | Tytuł utworu             | Autorzy                                                                   | Długość |
| --- | ------------------------ | ------------------------------------------------------------------------- | ------- |
| 1.  | „Mr Haze”                | Spiteri / McElhone / Jack McElhone / Hodgens / Summer / Moroder / Belotte | 3:39    |
| 2.  | „Hi (with Wu-Tang Clan)” | Spiteri / McElhone / Jack McElhone / Hodgens / Diggs / Coles / Campbell   | 2:51    |
| 3.  | „Just Want To Be Liked”  | Spiteri / McElhone / Jack McElhone / Bjornsson                            | 3:00    |
| 4.  | „Unbelievable”           | Spiteri / McElhone / Jack McElhone / Overton / Lamb                       | 3:31    |
| 5.  | „Moonstar”               | Spiteri / McElhone / Jack McElhone                                        | 2:57    |
| 6.  | „Dark Fire”              | Spiteri / McElhone / Hawley                                               | 2:21    |
| 7.  | „Look What You’ve Done”  | Spiteri / McElhone / Jack McElhone / Bjornsson / Hodgens                  | 3:11    |
| 8.  | „Heaven Knows”           | Spiteri / McElhone / Overton                                              | 3:43    |
| 9.  | „You Can Call Me”        | Spiteri / McElhone / Jack McElhone / Bjornsson                            | 3:10    |
| 10. | „Sound Of My Voice”      | Spiteri / McElhone / Overton                                              | 3:34    |
| 11. | „Falling”                | Spiteri / McElhone / Jack McElhone / Bjornsson                            | 3:56    |
| 12. | „Hi”                     | Spiteri / McElhone / Jack McElhone / Hodgens / Campbell                   | 2:51    |
| 13. | „Had A Hard Day”         | Spiteri / McElhone / Jack McElhone / Bjornsson                            | 3:04    |
| 14. | „Had To Leave”           | Spiteri / McElhone / Jack McElhone / Bjornsson                            | 3:17    |

## Miejsca na listach przebojów
| Lista                            | Pozycja |
| -------------------------------- | ------- |
| UK (Official Charts Company)     | 3       |
| Francja (SNEP)                   | 10      |
| Niemcy (Offizielle Top 100)      | 32      |
| Szwajcaria (Schweizer Hitparade) | 5       |
| Belgia (Ultratop 50 Albums)      | 6       |
| Hiszpania (Promusicae)           | 55      |

## Teledyski
| Tytuł   | Reżyser       |
| ------- | ------------- |
| Hi      | Fenn O’Meally |
| Mr Haze | Simone Smith  |

## Twórcy
Źródło

### Skład podstawowy
- Sharleen Spiteri – śpiew, chórki, gitara (utwór 1 – 3, 7, 9, 11, 12, 14), instrumenty klawiszowe (utwór 4, 5, 9, 14), perkusja (utwór 6), bass (utwór 13)
- Johnny McElhone – bass (utwór 1, 2, 4 – 8, 10 – 13), gitara (utwór 1), instrumenty klawiszowe (utwór 3, 4, 9, 14)
- Ally McErlaine – gitara (utwór 1)
- Eddie Campbell – instrumenty klawiszowe (utwór 1, 2, 9, 12, 13)
- Tony McGovern – gitara, chórki (utwór 1 – 3, 5, 7, 11, 12)

### Gościnnie
- Angelica Bjornsson – chórki (utwór 1 – 5, 7, 8, 10 – 14), instrumenty klawiszowe (utwór 2, 7), perkusja (utwór 6), bębny (utwór 7), gitara (utwór 7, 14)
- Michael Bannister – bębny (utwór 1 – 5, 8, 10 – 14), chórki (1, 2, 7, 12), instrumenty klawiszowe (utwór 1 – 4, 7, 11, 12, 14), perkusja (utwór 6)
- Jack McElhone – chórki (utwór 1 – 5, 7, 10 – 14), gitara (utwór 5), perkusja (utwór 6)
- Robert Hodgens – chórki (utwór 1, 2, 7, 12), gitara (utwór 7)
- Barrie Cadogan – gitara (utwór 1, 2, 6, 8 – 10, 13, 14), bass (utwór 10)
- Robert Diggs – śpiew (utwór 2)
- Dennis Coles – śpiew (utwór 2)
- Angus Taylor – bass (utwór 3, 9, 14)
- Vincent Curson Smith – trąbka (utwór 3, 9, 14)
- Karen Overton – chórki (utwór 4, 8, 10)
- Dante Traynor – harmonijka (utwór 5)
- Clare Grogan – śpiew (utwór 7)
- Marianne Haynes, Rick Koster, Laura Melhuish, Nicky Sweeney – skrzypce (utwór 9, 14)
- Emma Ovens, Francis Kefford – altówka (utwór 9, 14)
- Jonny Byers, Tony Woollard – wiolonczela (utwór 9, 14)
- Isobel Griffiths – dyrygent (utwór 9, 14)
- Mike MacLennan – aranżacja orkiestry (utwór 9, 14)
- Gerard Black – chórki (utwór 11)
- Julia Nejlima Ringdahl – gitara, instrumenty klawiszowe (utwór 11)

### Personel
- Realizacja nagrań – Angelica Bjornsson, Michael Bannister
- Manager muzyczny – Rab Andrews, Mickey McElhone, Derek Burrell, Alan Connell
- Miks – Ash Howes (utwór 1, 2, 4, 6, 9, 11, 12, 14), Angelica Bjornsson (utwór 5, 7, 11, 13)
- Miks (dodatkowo) – Ash Howes (3, 8, 10)
- Programming – Texas
- Programming (dodatkowo) – Ash Howes (3, 8, 10)
- Producent – Johnny McElhone, Angelica Bjornsson
- Koprodukcja – Julia Nejlima Ringdahl (utwór 11)
- Zdjęcia – Julian Broad
- Okładka –